# Diecezja Eluru
Diecezja Eluru – diecezja rzymskokatolicka w Indiach. Została utworzona w 1976 z terenu diecezji Vijayawada.

## Ordynariusze
- John Mulagada † (1976–2009)
  - Sede vacante (2009-2013)
- Jaya Rao Polimera, od 2013